# پاتریزیو فیمیانی
پاتریزیو فیمیانی (انگلیسی: Patrizio Fimiani؛ زادهٔ ۳ ژانویهٔ ۱۹۷۳) بازیکن فوتبال اهل ایتالیا است.
از باشگاه‌هایی که در آن بازی کرده‌است می‌توان به باشگاه فوتبال لودیجیانی کالچو، باشگاه فوتبال آ.اس. رم، باشگاه فوتبال کاتانیا، باشگاه فوتبال لاتینا، باشگاه فوتبال بنونتو، و باشگاه فوتبال یووه استابیا اشاره کرد.